# Photographie électrique à distance
La Photographie électrique à distance, estrenada als Estats Units com Long Distance Wireless Photography i al Regne Unit com Electrical Photographer, és un curtmetratge mut de comèdia francès de 1908 dirigit per Georges Méliès.

## Trama
En un taller amb sostre de vidre, un inventor està envoltat de dispositius mecànics per a una màquina complicada. Els criats de l'inventor es mostren amb una dama i un cavaller vestits amb respecte; l'inventor els dona la benvinguda i comença a demostrar-los el seu invent. Posant la màquina en moviment, desenrotlla una gran pantalla i col·loca una petita imatge de les Tres Gràcies en una cadira; gràcies a la màquina, les Gràcies es projecten a mida real a la pantalla i cobren vida breument abans de desaparèixer. A continuació, l'inventor i el seu personal fan una demostració més, amb un model amb vestits grecs. Com abans, la imatge projectada adquireix vida pròpia, fent un gest de salutació al senyor visitant.
Els visitants indiquen que estan preparats per ser fotografiats pel procés sense fil, i la senyora s'asseu davant de l'aparell fotogràfic. El seu cap apareix de prop, projectat a la pantalla; el cap projectat fa cares grotesques, incloent un somriure majoritàriament sense dents i una cara ferotge. La dama es desmaia per la sorpresa i ha de ser revifada amb sals d'olor. L'inventor, demanant disculpes, porta el cavaller client al seient, però li va encara pitjor: el seu retrat projectat el mostra com una criatura peluda, semblant a un mico, que balbuceja de manera maníaca. Enfurismat, el cavaller corre per l'habitació, intentant destruir la màquina, però tocar un dels aparells li provoca una descàrrega elèctrica que li posa els cabells de punta. Es dirigeix a la seva dama companya, les peces exteriors de la qual es trenquen quan ella es troba massa a prop d'un altre dispositiu, deixant-la amb la camisa i les enaguas. Els dos clients surten de l'estudi enfurismats, mentre l'inventor i els seus criats riuen sorollosament.

## Producció
Méliès apareix a la pel·lícula com l'inventor, amb Fernande Albany com a clienta.
L'escenografia pintada de la pel·lícula evoca el disseny contemporani dels estudis de fotografia, construït en part amb vidre i ferro; l'estudi real on Méliès va fer les seves pel·lícules es va construir sobre aquest disseny. Altres escenografies de Méliès tenen elements d'auto-referència similars, com ara l'estudi de fotografia a Une chute de cinq étages i els tallers i fàbriques a Le Voyage dans la Lune, Le Voyage dans la Lune i À la conquête du pôle. Els efectes especials de la pel·lícula es van crear utilitzant escamoteig, superimposició i fosa.

## Temes

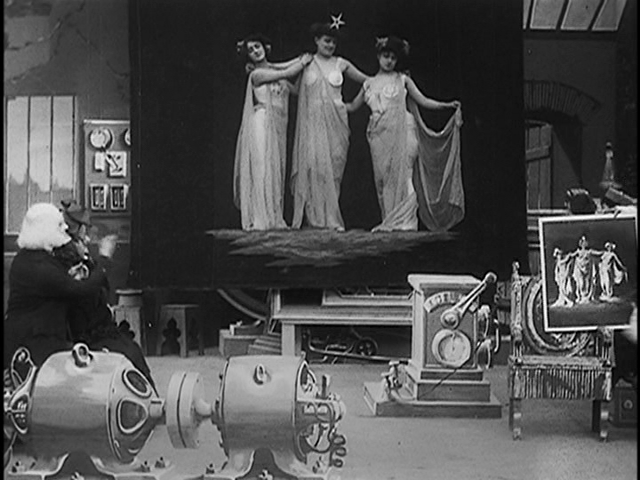
Les Tres Gràcies apareixen a la pantalla de l'inventor

Amb el seu aparell fotogràfic que crea vistes fresques i inesperades dels seus subjectes, Photographie électrique à distance es pot veure com una al·legoria de les propietats aparentment màgiques del cinema. L'estudiós cinematogràfic Mark Bould va descriure la pel·lícula com una mirada satírica a les capacitats de la pel·lícula per l'artificialitat i el realisme:
| « | L'abraçada de l'artifici de Méliès satiritza la idea que en capturar la superfície del món la càmera no només revela coses indiscernibles per a la percepció humana sinó que també mostra la "veritat" del món. Al mateix temps, els retrats satírics... suggereixen l'habilitat de l'artifici per projectar veritats que eludeixen els processos d'enregistrament fotoquímic de la càmera. | » |

La pel·lícula també es pot veure com una ciència-ficció anticipatòria; l'estudiosa del cinema Linda Williams va citar la pel·lícula com "una anticipació estranya del que encara no va inventar la meravella de la televisió." L'escriptor de cinema Dennis Fischer també va descriure la pel·lícula com mostrant "un televisor de pantalla gran uns vint anys abans de la invenció real del dispositiu." Al crític de cinema William B. Parrill li va agradar la màquina a un dispositiu de ciència-ficció a la pel·lícula de 1958 The Fly: "Desafortunadament, sembla ser una mena de transmissor de matèria, com els de La mosca, que de tant en tant es barreja amb una mica de matèria estranya."
El filòsof Eugene Thacker va citar Photographie électrique à distance com un exemple del seu concepte de mitjans foscos, "la mediació d'allò que no està disponible o inaccessible per als sentits". Thacker assenyala que la màquina de la pel·lícula, en generar versions alterades còmicament de les coses que es pretén fotografiar, "serveix una mena de funció pedagògica pel que fa al funcionament intern del propi cinema". Altres pel·lícules de Méliès amb temes relacionats amb mitjans foscos són L'Alchimiste Parafaragaramus ou la Cornue infernale i Le Diable noir.
Williams va descriure matisos sexistes i voyeuristes en l'escena en què es projecta una imatge de les Tres Gràcies, "reproduint una imatge dels cossos de les dones a la mesura voyeurística del desig masculí". L'estudiosa del cinema Elizabeth Ezra va anar més enllà, comentant que la màquina, de fet, no intenta mostrar dones reals, sinó només una imatge d'una imaginació masculina: "Aquestes dones construïdes també són màquines en si mateixes, que fan exactament el que elles estan programats per fer-ho, i el comportament de les quals difereix notablement del de les dones reals."
Una publicació sobre les pel·lícules de Méliès del Centre National du Cinéma suggereix que la pel·lícula tracta de revelar la psicologia d'una persona, capturant el seu jo real, a través d'un mitjà fotogràfic imaginari; per tant, la clienta es mostra molt menys amable i atractiva del que sembla ser la vida real, mentre que el seu company cavaller, evidentment un llibertí ancià, es representa com un mico ocriatura semblant a un sàtir. L'estudiós del cinema François Jost va estar d'acord, descrivint la projecció com una imatge "probablement en reflex de l'ànima [del subjecte]" ("sans doute à l'image de son âme").

## Estrena i recepció
La pel·lícula va ser estrenada per la Star Film Company de Méliès i està numerada del 1091 al 1095 als seus catàlegs. Va ser registrat per als drets d'autor nord-americà a la Biblioteca del Congrés dels Estats Units el 24 de març de 1908.
Parrill descriu la pel·lícula com "només moderadament humorística", especulant que "probablement era massa complexa perquè l'audiència mitjana l'ententengués".